# Кайхосро II Джакели
Кайхосро II Джакели (англ. ქაიხოსრო II ჯაყელი; 1522—1573) — представитель мтаварской династии Джакели, сын Кваркваре III Великого, был князем Самцхе (с наследственным титулом атабага), номинально правивший в 1545—1573 годах.

## Биография
Из княжеского дома Джакели.

Герб Самцхе-Саатабаго

Кайхосро II, назначенный османами в 1545 году марионеточным правителем, был омрачен непрекращающимся ирано-османским соперничеством, а также непростыми отношениями с соседними грузинскими государствами и междоусобной враждой. Западная часть его княжества быстро ассимилировалась османами и образовала пашалык, в то время как восточная часть перешла под иранский сюзеренитет. В 1570 году в результате продолжающейся османской агрессии Кайхосро был вынужден обратиться за прямой помощью к своему сюзерену шаху Тахмаспу I (годы правления 1524—1576) при иранском шахском дворе, где он также умер три года спустя.
В первые десятилетия XVI века, отмеченные политическими потрясениями, лорды Самцхе оказались лишены своих территорий. Кайхосро, тогда еще младенец, был тайно доставлен Отаром Шаликашвили к османскому двору в Стамбуле, чтобы попросить помощи в возвращении своего княжества.
В 1536 году пришла османская армия, которая не сделала ничего, чтобы помочь восстановить атабага, но вернулась с большим количеством добычи, чем они могли унести. Впоследствии Самцхе прекратило свое существование сроком на десять лет — все его земли были разделены между Ростомом Гуриели, царем Багратом III Имеретинским и царем Луарсабом I Картлийским. В то же время османы проводили активную политику исламизации на юго-западе.
В 1545 году, во время османско-сефевидской войны 1532—1555 годов, Самцхе подверглось нападению основной армии тогдашнего правителя Османской империи Сулеймана Великолепного (годы правления 1520—1566). В конце концов, османам при помощи предавшего грузин Отара Шаликашвили удалось захватить Самцхе.
Впоследствии, Кайхосро II был объявлен османами марионеточным атабагом. В том же году Кайхосро (тогда ему было 22 года) женился на Дедисимеди, грузинской княжне из тавадского дома Багратиони-Мухранских (боковая ветвь царского рода Багратионов).
Османская агрессия в Самцхе тревожила Кайхосро II; впоследствии он обратился к тогдашнему иранскому шаху Сефевидов Тахмаспу I с просьбой прогнать османов и помочь ему вернуть Джавахети (с тех пор, как княжество Самцхе было распущено, оно перешло под власть Луарсаба I).
В январе 1547 года Тахмасп I занял город Ахалкалаки, несмотря на «суровую зиму», а вскоре за ним последовали Джавахети и Нижняя Картли. Однако иранская армия была «уничтожена» наемниками Луарсаба I, а вскоре после этого наемниками Баграта III Имеретинского и Левана Кахетинского (которые помогали Луарсабу I). Однако в конце концов Тахмасп I заплатил и Баграту III, и Левану.
Позже в 1547 году, когда османская угроза снова вспыхнула, Тахмасп I вызвал царей Имеретии и Кахетии, чтобы добиться от них дани и военной поддержки.
Кайхосро II закончил тем, что стал свидетелем того, как западная часть его княжества была ассимилирована османами и преобразована в пашалык, в то время как восточная часть, где он предпочитал оставаться, была подчинена Ирану. Позднее османы периодически совершали набеги на эту восточную часть Самцхе, которая находилась под сюзеренитетом Ирана; в результате им удалось в 1570 году прогнать Кайхосро к иранскому шахскому двору в Казвине, где он умолял тогдашнего шаха Тахмаспа I вмешаться. Кайхосро II умер три года спустя, в 1573 году, в Казвине.
Ему наследовал старший из восьми его детей Дедисимеди, известный под своим династическим именем Кваркваре IV. Однако, поскольку он был еще молод и неопытен, фактическое управление страной взяли на себя его вдова Дедисимеди и дворянин Вараз Шаликашвили, сестра которого была любимой женой в гареме шаха Тахмаспа I.

## Семья

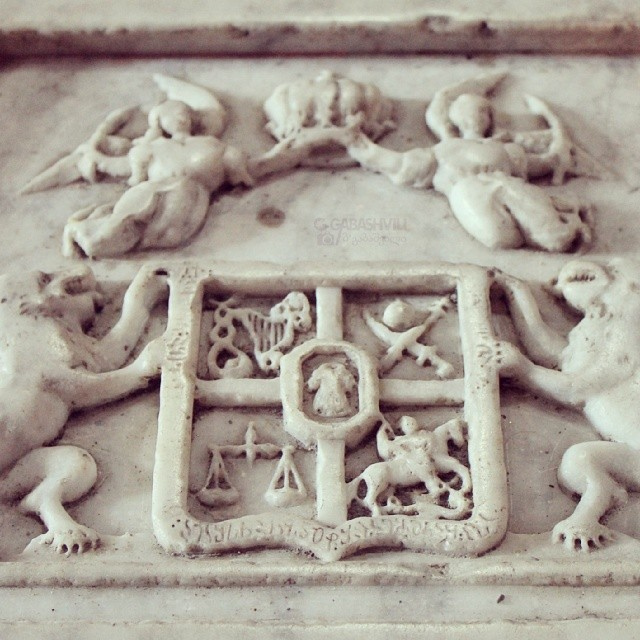
Герб князей Багратион-Мухранских

Кайхосро был женат на дочери Баграта I, князя Мухранского — княжне Дедисимеди (ум. 1595). От этого брака оставил потомство:
- Кваркваре IV
- Манучар II
- Бека III (принял ислам и получил имя Сефер-паша)
- Иоанэ Прекрасноглазый
- Бэзил
- Мзечабук
- Элена
- Тамар